# Fiesta Bowl
Le Fiesta Bowl est, depuis 1971, un match annuel d'après-saison régulière de football américain et de niveau universitaire.
Depuis 1998, il fait partie des bowl majeurs (Bowl Championship Series ou BCS) et avant 2007, il était désigné pour accueillir tous les quatre ans la grande finale nationale du championnat.
À partir de la saison 2014, il est un des 6 bowls majeurs du nouveau système : le College Football Playoff et accueillera une demi-finale tous les 3 ans, en alternance avec le Rose Bowl, le Sugar Bowl, l'Orange Bowl, le Cotton Bowl et le Peach Bowl.
Le match a eu lieu à Tempe (Arizona) au Sun Devil Stadium de 1971 à 2006.
Depuis 2007, le Fiesta Bowl se tient à Glendale (Arizona) au State farm Stadium (ex-University of Phoenix Stadium).

## Histoire

### Les origines (1968-1971)
Le Fiesta Bowl fut initié par la Western Athletic Conference (WAC) afin de soutenir le champion de cette conférence, boudé jusque-là par les organisateurs des autres grands bowls.
En effet, d'une part en 1968 et en 1969, les équipes de Wyoming Cowboys et d'Arizona State Sun Devils ne parvinrent pas à se qualifier pour un bowl et d'autre part en 1970, bien qu'invaincue, Arizona State Sun Devils ne fut de nouveau pas retenue pour un bowl majeur ('équipe devant se contenter d'une participation au Peach Bowl beaucoup moins prestigieux).
Le Fiesta Bowl fut créé en 1971 réservant initialement une place à l'équipe championne de la WAC (Arizona State Sun Devils) contre l'équipe de Florida State.

### Les années 1970
En 1975, le match pu attirer deux équipes faisant partie du top 5 du classement AP (Associated Press), d'une part à nouveau le champion de la WAC, les Arizona State Sun Devils équipe invaincue au cours de la saison régulière, et d'autre part Nebraska, vice champion de la Big 10.
En 1977, une équipe faisant partie du top 5 du classement AP, Penn State fut sélectionnée mais son opposant logique, #16 BUY champion de la WAC refusa de jouer. La raison invoquée était que le match se jouait un dimanche...Arizona State Sun Devils fut donc de nouveau sélectionnée pour le bowl.
En 1978, les équipes d'Arizona State et d'Arizona quittent la WAC pour rejoindre la Pacific Ten Conference (PAC). Ces défections mettent un terme à la qualification automatique du champion de la WAC au Fiesta Bowl.

### Les années 1980
Les matchs continuèrent à être de haute qualité.
En 1981, le match fut déplacé au 1er janvier (New Year's Day) comme les autres bowl majeures, les Cotton, Orange, Sugar, et Rose Bowl.
En 1986, Le Fiesta fut le premier bowl a acquérir un sponsor du nom grâce à la société Sunkist. Sunkist Fiesta Bowl devint de ce fait le nouveau nom du bowl.
En 1987, Miami et Penn State doivent s'affronter pour le titre national. Ces deux formations étaient alors indépendantes et les autres grands bowls privilégiaient alors les champions des conférences. Les organisateurs du Fiesta Bowl firent le meilleur appel d'offres au détriment du Florida Citrus Bowl et les deux équipes acceptèrent de s'y rencontrer le 2 janvier soit le lendemain des big four bowls. Le match réalisa le record d'audience télé pour un match de football américain universitaire. Cet exploit constitua une percée majeure dans l'histoire du Fiesta Bowl. Les Nittany Lions de Penn State battirent les Hurricanes de Miami sur le score de 14 à 10.
Deux ans plus tard, #1 Notre Dame et #3 West Virginia s'affrontent également au Fiesta Bowl pour le titre national.
Après ces deux matchs références et au vu de la qualité des équipes qui s'y sont rencontrées, le Fiesta Bowl est promu au rang de "Major Bowl".

### Les années 1990
Avant le match de 1991, plusieurs universités majeures déclinèrent les invitations à participer au bowl. La raison en était que l'état d'ARIZONA refusait de reconnaître le Martin Luther King Holliday, jour férié national en mémoire de Martin Luther King fixé le troisième lundi du mois du janvier.
Pourtant, en 1992, le Fiesta Bowl fut invité à rejoindre la Bowl Coalition', organisation prémices du BCS, assurant ainsi la participation au match des champions des conférences majeures (ou de leurs prestigieux runners-up). Le Fiesta Bowl était ainsi confirmé comme un des "major bowl".
En 1996, il fut l'hôte de la finale du Bowl Alliance National Championship mettant en présence #1 Nebraska Cornhuskers et #2 Florida Gators pour le titre de champion national.
Finalement, à la création du Bowl Championship Series (BCS), le Fiesta Bowl fut inséré dans la rotation des finales de championnat, celle-ci lui revenant tous les cinq ans. Il accueillit même la première finale du BCS en janvier 1999 (victoire de Tennessee Volunteers sur Florida Gators par 23 à 16.
Depuis la saison 1999, le Fiesta Bowl accueille d'office le champion de la Big 12 lorsque cette équipe n'est pas engagée pour la finale du BCS. Cet accord perdure toujours.

### Les années 2000
En 2002, c'est le Rose Bowl qui accueille la finale nationale mais le Fiesta bowl hébergera néanmoins le champion de la Pac-10, l'équipe des Oregon Ducks qui sera opposée aux Colorado Buffaloes de la Big 12.
La finale nationale revient en 2003 (après la saison régulière de 2002) et met en présence le champion de la Big Ten, les Ohio State Buckeyes et les champions de la Big East, les Miami Hurricanes. La victoire des Buckeyes, 31 à 24 surviendra pour la première fois de l'histoire du BCS après un double overtime. Depuis ce match, les Ohio State Buckeyes reviendront à trois reprises en finale nationale, gagnants contre Kansas State Wildcats en 2004, gagnants contre Notre Dame Fighting Irish en 2006, mais perdants en 2009 contre Texas Longhorns.
En 2005, Le Fiesta Bowl accueillera pour la première fois de l'histoire des Bowls majeurs une équipe issue d'une conférence non-BCS soit l'équipe invaincue en saison régulière des Utah Utes. En effet, les organisateurs de ces bowls avaient des pré-contrats avec les conférences suivantes : la Big 12, l'ACC, la SEC, la Pac-10, la Big East, et aussi les Indépendants de Notre Dame Fighting Irish. Qui plus est, ils écrasèrent 35 à 7 les champions de la Big East, les Panthers de Pittsburgh.

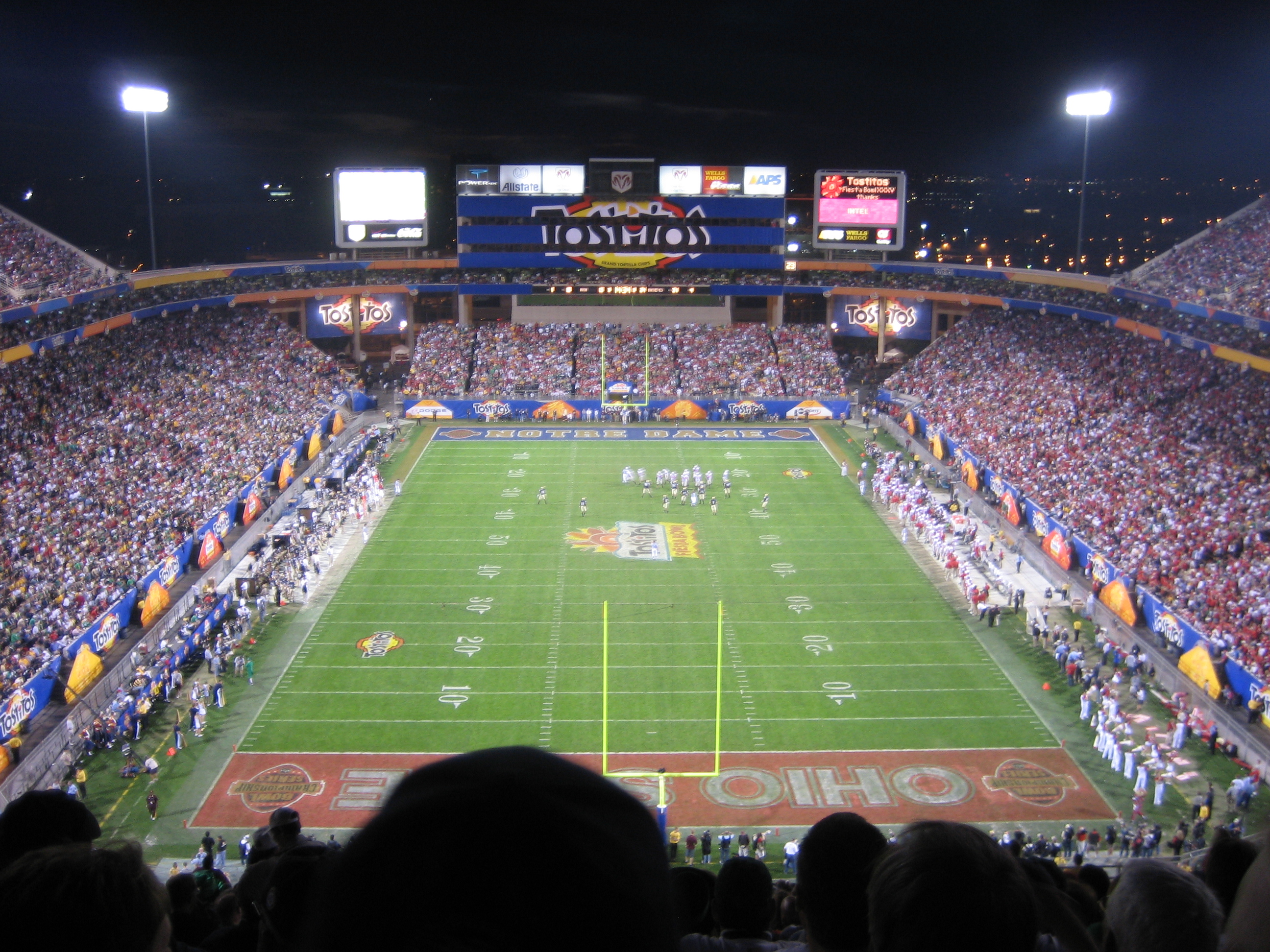
Fiesta Bowl 2006, le dernier match au Sun Devil Stadium

En 2007, le Fiesta Bowl fut joué pour la première fois à Glendale, au stade de l'Université de Phoenix en Arizona, soit de l'autre côté de la Sun Valley où se trouvait le Sun Devil Stadium. Depuis cette année, à la suite d'un accord avec le BCS, le Fiesta Bowl accueillera d'office le champion de la Big 12 sauf si celui-ci est qualifié pour la finale nationale. Le match se jouera de nouveau en overtime et verra la victoire 43 à 42 des champions de la WAC, l'équipe invaincue des Boise State Broncos sur les Oklahoma Sooners, champions de la Big 12. Cette rencontre a la réputation d'avoir été l'un des plus grands matchs de football universitaire jamais joué en raison de la combinaison de divers facteurs ; jeux surprenants, victoire de l'outsider, nombreux changements de leader, retournements de situation, et un final thriller en overtime.

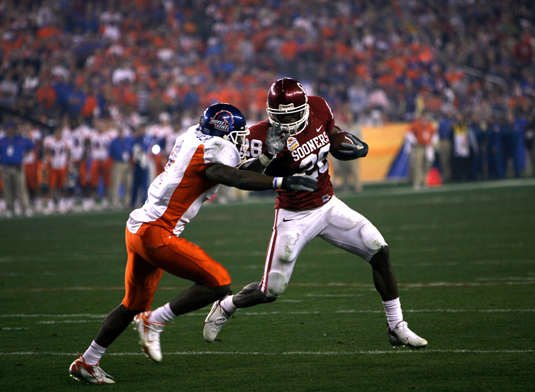
Fiesta Bowl du 1er janvier 2007 : Boise State contre Oklahoma. Le premier Fiesta Bowl au University of Phoenix Stadium

En 2008, le match mit en présence le champion de la Big East, #9 West Virginia Mountaineers au champion de la Big 12, #3 Oklahoma Sooners (Victoire de West Virginia Mountaineers par 48 à 28).

### Les années 2010
Le 4 janvier 2010, l'équipe classée au BCS #6 Boise State Broncos battit le #4 Horned Frogs de TCU sur le score de 17 à 10. C'était la première fois que deux équipes non-issues des sélections automatiques BCS se rencontraient lors d'un bowl majeur qui n'était pas une finale nationale. C'était aussi la première fois que deux équipes invaincues au cours de la saison régulière se rencontraient dans un bowl majeur en dehors de la finale nationale.
Le Fiesta du samedi 1er janvier 2011 mit en présence le champion de la Big 12, # 7 Oklahoma Sooners (équipe ayant perdu ses 5 derniers matchs lors de bowl majeurs, équipe dirigée par coach Bob Stoops) et le champion de la Big East (dirigé par coach Randy Edsall), les Connecticut Huskies dont c'est la première participation à un bowl majeur. Les Oklahoma Sooners gagneront 48 à 20 et moins de 24 heures après le match, Edsall changera d'équipe et partira coacher les Maryland Terrapins.
Le 02 janvier 2012, le champion de la Big 12, # 3 Oklahoma State Cowboys rencontre le # 4 Stanford Cardinals. Oklahoma State Cowboys gagna en overtime sur un fied goal alors qu'ils n'avaient jamais mené en cours de match !
Le 03 janvier 2013, les champions de la Big 12, les Kansas State Wildcats rencontrent les Oregon Ducks. C'est avec la finale nationale, le seul bowl d'après-saison qui mit en présence cette saison, deux équipes du Top10 au classement BCS. (Victoire 35-17 d'Oregon Ducks).
Le 1er janvier 2014, les champions de l'ACC, Central Florida Knights rencontrent les Baylor Bears, champions de la Big 12 qu'ils battent 52 à 42. UCF avait les faveurs du pronostiqueurs avec une cote de 16.5 contre 1 établissant un record pour un match de bowl majeur. Ce record fut battu lors du Sugar Bowl se jouant le lendemain soit le 2 janvier 2014 puisque l'équipe d'Alabama Crimson Tide rencontrant Oklahoma Sooners fut cotée à 17 contre 1.

#### 2014: Bienvenue auCollege Football Playoff
Le Fiesta Bowl faisait partie du Bowl Championship Series (BCS). En quelques mots, les Bowls Majeurs obtenaient d'office les champions des meilleures conférences et la finale nationale se jouait entre les #1 et #2 du classement BCS établi en fin de saison régulière, après les finales de conférences. Il y avait une "tournante" pour accueillir la finale BCS mais à défaut, les bowls avaient établi des contrats avec les meilleures conférences pour accueillir tel ou tel champion de conférence.
À partir de la saison 2014, ce système disparaît au profit du College Football Playoff. Le Fiesta Bowl fera partie des six bowls (avec les Rose Bowl, Sugar Bowl, Orange Bowl, Cotton Bowl, et Peach Bowl) qui accueilleront les playoffs d'après-saison régulière du championnat de football universitaires visant à déterminer le champion national.
Le classement à l'issue de la saison régulière ne sera plus établi par des ordinateurs mais par un Comité de sélection composé de 13 personnes chargées de déterminer quelles seront les 4 équipes sélectionnées pour les bowls de demi-finales et les 8 autres équipes qui seront amenées à jouer dans les 4 autres bowls majeurs.
Les quatre équipes seront classées de #1 à #4, se rencontreront lors des demi-finales et les deux vainqueurs participeront lors de la finale nationale. Il y aura une tournante entre les six bowl majeurs pour accueillir ces événements, tournante effectuée sur trois années, les bowls étant regroupés deux par deux soit : le Rose et le Sugar, ensuite l'Orange et le Cotton, et enfin le Fiesta et le Peach.
Le lieu de la finale sera choisi en fonction des offres faites par les villes désireuses d'accueillir l'événement, système similaire au Super Bowl en NFL. C'est ainsi que la finale se jouant le 12 janvier 2015 aura lieu dans le stade AT&T Stadium d'Arlington au Texas.
Ce futur système sera d'application jusqu'à la saison 2025 (matchs en janvier 2016) et met d'office fin à la qualification du champion de la Big 12 pour le Fiesta Bowl, système qui perdurait depuis 16 ans.
Le Fiesta Bowl accueillera au même titre que le Peach Bowl une demi-finale nationale pour la première fois au terme de la saison régulière de 2016 et par la suite au terme des saisons 2019, 2022 et 2025.
Lorsqu'il ne sera pas repris comme match de demi-finale, le Fiesta Bowl accueillera deux équipes déterminée at-large ou faisant partie du Group of Five (meilleures équipes non déjà sélectionnées issues de l'ACC, de la C-USA, de la MAC, de la MWC, ou de la Sun Belt).
Cela sera donc le cas après les saisons régulières de 2014 et 2015 (matchs en décembre 2014 et janvier 2016) :
- Le 31 décembre 2014, le Fiesta Bowl 2014 (décembre) voit la victoire sur le score de 38 à 30 de #20 Boise State sur #10 Arizona. C'était la toute première fois que ces deux équipes se rencontraient.
- Le 1er janvier 2016, ce sont les #7 Buckeyes d'Ohio State qui battent les #8 Fighting Irish de Notre Dame sur le score de 44 à 28.

## Logos et sponsoring

1971 - 1995
1996 - 2006
2007-2013
2014-2015
2016
2017-2022

Depuis 2022, le match est sponsorisé par la société Vrbo (en) et est officiellement dénommé le Vrbo Fiesta Bowl. Cette société avait remplacé la société Sony Interactive Entertainment présente depuis novembre 2016 via sa filiale PlayStation.
Auparavant les sponsors successifs ont été, la société BattleFrog, créatrice de spectacles de courses automobile d'obstacles apparaissant dans les programmes télévisés d'ESPN sous le nom de BattleFrog College Championship (décembre 2015-2016), le société Vizio (septembre 2014-2015),, la société de produit alimentaires Frito-Lay via sa branche "Tostitos" spécialisée dans les chips de type "Tortilla" (1996-janvier 2014), la société Sunkist (1986-1990) et la société IBM (1993-1995).

### Historique des dénominations du bowl
- Fiesta Bowl (1971–1985)
- Sunkist Fiesta Bowl (1986–1990)
- Fiesta Bowl (1991–1992)
- IBM OS/2 Fiesta Bowl (1993–1995)
- Tostitos Fiesta Bowl (1996– janvier 2014)
- Vizio Fiesta Bowl (décembre 2014-2015)
- BattleFrog Fiesta Bowl (2016)
- Playstation Fiesta Bowl (2017-2022)
- Vbro Fiesta Bowl (depuis 2023)

## Controverses

### Les Invitations au Bowl
En 1966, un groupe d'étudiants de Université Brigham-Young dirigés par leur professeur Dennis MLartin, brûlèrent lors d'un feu de joie des sachets de chips Tostitos Tortilla appelant à un boycott de tous les produits de la marque Tostitos. Cela faisait suite à la non-invitation au Fiesta Bowl 1996 de l'équipe de Cougars de BYU pourtant classée # 5 au classement BCS au détriment de l'équipe de Nittany Lions de Penn State pourtant classée # 7. Cet événement a servi d'argumentation pour qu'un système de play-off soit instauré en lieu et place du système controversé des invitations prôné par le Bowl Aliance.
Nittany Lions de Penn State gagna le match 38 à 15 contre l'équipe # 20 de Longhorns du Texas pendant que Cougars de BYU sélectionné pour le Cotton Bowl Classic battit 19 à 15 l'équipe #14 de Kansas State Wildcats.

### Scandales financiers
En 2009, en prélude au match de janvier 2010, des anciens et actuels employés du Fiesta Bowl prétendirent qu'ils étaient encouragés à aider à le maintenir parmi les 5 BCS bowl en versant des aides financières à des politiciens amicaux envers le Fiesta Bowl, ces aides étant ensuite partiellement remboursées aux employés. Si cette pratique s'évérait exacte, il y aurait eu violation les lois financières Fédérales et d'État. De plus, le Fiesta Bowl étant une organisation sans but lucratif, il lui est interdit de pratiquer des aides politiques quelles qu'elles soient. Les organisateurs commandèrent un audit "externe et indépendant" qui ne trouva aucune preuve crédible d'un comportement illégal ou non-éthique de la part de la direction du Fiesta Bowl.
L'année suivante, en novembre 2010, Sports Illustrated rapporta que les officiels du Fiesta Bowl en ce y compris le CEO John Junker, avaient, depuis l'année 2000, dépensé 4 millions de dollars dans le but de chercher à gagner la faveur des élus et gros bonnets du BCS. Ils signalèrent entre autres qu'en 2008, des directeurs sportifs et des entraîneurs-chefs furent invités à une festivité axée sur le golf. Le journal rapporta également que le salaire annuel de Junker était proche des 600,000 $ et que le bowl avait fait en 2007 un profit de 11,6 millions de dollars! Bien que ces activités n'étaient pas à considérer comme illégales, la réputation du Fiesta Bowl en prit un fameux coup.
Le 29 mars 2011, le Conseil d'administration du Fiesta Bowl publia un cinglant rapport interne de 276 pages préconisant de revenir sur les accusations d'activités politiques illégales. La commission détermina qu'il y avait eu pour 46,539 $ de campagne de promotion illégale et ils virèrent de suite le CEO John Junker lequel avait été suspendu dès le début de leur enquête.
Ce scandale mis à mal le statut du Fiesta Bowl si bien que le BCS indiqua qu'il pourrait retirer le Fiesta Bowl de sa liste des Major Bowl,.
Finalement, le BCS choisit de ne pas exclure le Fiesta mais réduisit l'organisation de 1 million $. En juin 2011, Robert Shelton président de l'université d'Arizona fut nommé pour remplacer Junker.
Le 22 février 2012, l'ancien CEO John Junker plaidait coupable à la suite des accusations de crime fédéral reprises à sa charge et relative à cette campagne de financement. Deux membres de son ancienne équipe plaidèrent également coupables à la suite d'accusations de délit dans le même cadre. Junker fut condamné peu de temps après à 2 ans et demi de prison mais la mise à exécution de cette peine fut reportée à plusieurs reprises en échange de sa coopération dans d'autres affaires,.
En mars 2014, Junker est condamné à 8 mois de prison, la peine devant débuter le 13 juin 2014. Le 20 mars 2014, Junker est finalement condamné à 3 ans avec sursis (avec mise à l'épreuve).

## Palmarès
Dernière mise à jour : 2 décembre 2024
| Dates               | Vainqueurs                    | Scores       | Perdants                         | Assistances  | Notes |
| ------------------- | ----------------------------- | ------------ | -------------------------------- | ------------ | ----- |
| 27 décembre 1971    | Arizona State (11-1)          | 45-38        | Florida State (8-4)              | 51 089       |       |
| 23 décembre 1972    | Arizona State (10-2)          | 49-35        | Missouri (6-6)                   | 51 318       |       |
| 21 décembre 1973    | Arizona State (11-1)          | 28-07        | Pittsburgh (6-5-1)               | 50 878       |       |
| 28 décembre 1974    | Oklahoma State (6-5)          | 16-06        | BYU (7-3-1)                      | 50 878       |       |
| 26 décembre 1975    | Arizona State (12-0)          | 17-14        | Nebraska (10-2-0)                | 51 396       |       |
| 25 décembre 1976    | Oklahoma (9-2-1)              | 41-07        | Wyoming (6-7)                    | 48 174       |       |
| 25 décembre 1977    | Penn State (11-1)             | 42-30        | Arizona State (9-3)              | 57 727       |       |
| 25 décembre 1978    | Arkansas (10-2)               | 10-10        | UCLA (8-3)                       | 55 227       |       |
| 25 décembre 1979    | Pittsburgh (11-1)             | 16-10        | Arizona (6-5-1)                  | 55 347       |       |
| 26 décembre 1980    | Penn State (10-2)             | 31-19        | Ohio State (9-3)                 | 66 738       |       |
| 1er janvier 1982    | Penn State (10-2)             | 26-10        | USC (9-3)                        | 71 053       |       |
| 1er janvier 1983    | Arizona State (9-2)           | 32-21        | Oklahoma (8-3)                   | 70 533       |       |
| 2 janvier 1984      | Ohio State (8-3)              | 28-23        | Pittsburgh (8-2-1)               | 66 484       |       |
| 1er janvier 1985    | UCLA (8-3)                    | 39-37        | Miami (8-4)                      | 60 310       |       |
| 1er janvier 1986    | Michigan (9-1-1)              | 27-23        | Nebraska (9-2)                   | 72 454       |       |
| 2 janvier 1987      | Penn State (11-0)             | 14-10        | Miami (11-0)                     | 73 098       |       |
| 1er janvier 1988    | Florida State (10-1)          | 31-28        | Nebraska (10-1)                  | 72 112       |       |
| 2 janvier 1989      | Notre Dame (11-0)             | 34-21        | West Virginia (11-0)             | 74 911       |       |
| 1er janvier 1990    | Florida State (9-2)           | 41-17        | Nebraska (10-1)                  | 73 953       |       |
| 1er janvier 1991    | Louisville (9-1-1)            | 34-07        | Alabama (7-4)                    | 69 098       |       |
| 1er janvier 1992    | Penn State (10-2)             | 42-17        | Tennessee (9-2)                  | 71 133       |       |
| 1er janvier 1993    | Syracuse #16 (9-2)            | 26-22        | Colorado #10 (9-2-1)             | 70 224       |       |
| 1er janvier 1994    | Arizona (9-2)                 | 29-00        | Miami (9-2)                      | 72 260       |       |
| 1er janvier 1995    | Colorado #4 (10-1)            | 41-24        | Notre Dame (6-4-1)               | 73 968       |       |
| 2 janvier 1996 ^    | Nebraska ##1 (11-0)           | 62-24        | Florida #2 (12-0)                | 79 864       |       |
| 1er janvier 1997    | Penn State ##7 (10-2)         | 38-15        | Texas #20 (8-4)                  | 69 367       |       |
| 31 décembre 1997    | Kansas State #10 (10-1)       | 35-18        | Syracuse #14 (9-3)               | 80 470       |       |
| 4 janvier 1999 ‡    | Tennessee # 1 (12-0)          | 23-16        | Florida State # 2 (11-1)         | 71 526       |       |
| 2 janvier 2000      | Nebraska # 3 (11-1)           | 31-21        | Tennessee # 5 (9-2)              | 75 428       |       |
| 1er janvier 2001    | Oregon State # 6 (10-1)       | 41-09        | Notre Dame # 11 (9-2)            | 74 118       |       |
| 1er janvier 2002    | Oregon # 4 (10-1)             | 38-16        | Colorado # 3 (10-2)              | 77 502       |       |
| 3 janvier 2003 ‡    | Ohio State # 2 (13-0)         | 31-24 (2 OT) | Miami # 1 (12-0)                 | 73 425       |       |
| 2 janvier 2004      | Ohio State # 5 (10-2)         | 35-28        | Kansas State # 10 (11-3)         | 73 519       |       |
| 1er janvier 2005    | Utah # 6 (11-0)               | 35-07        | Pittsburgh # 21(8-3)             | 76 196       |       |
| 2 janvier 2006      | Ohio State # 4 (9-2)          | 34-20        | Notre Dame # 6 (9-2)             | 76 196       |       |
| 1er janvier 2007    | Boise State # 8 (12-0)        | 43-42 (OT)   | Oklahoma # 10 (11-2)             | 73 719       |       |
| 2 janvier 2008      | West Virginia # 9 (10-2)      | 48-28        | Oklahoma # 3 (11-1)              | 70 016       |       |
| 5 janvier 2009      | Texas # 3 (11-1)              | 24-21        | Ohio State #1 0 (10-2)           | 72 047       |       |
| 4 janvier 2010      | Boise State # 6 (13-0)        | 17-10        | TCU # 4 (12-0)                   | 73 227       |       |
| 1er janvier 2011    | Oklahoma # 7 (11-2)           | 48-20        | Connecticut NR (8-4)             | 67 232       |       |
| 2 janvier 2012      | Oklahoma State # 3 (11-1)     | 41-38        | Stanford # 4 (11-1)              | 69 927       |       |
| 3 janvier 2013      | Oregon # 4 (11-1)             | 35-17        | Kansas State # 5 (11-1)          | 70 242       |       |
| 1er janvier 2014    | UCF Knights # 15 (11-1)       | 52-42        | Baylor Bears # 13 (11-1)         | 65 172       |       |
| 31 décembre 2014    | Boise State # 20 (12-2)       | 38-30        | Arizona Wildcats # 10 (10-4)     | 66 896       | Note  |
| 1er janvier 2016    | Ohio State # 7 (12-1)         | 44-28        | Notre Dame #8 (10-3)             | 71 123       | Note  |
| 31 décembre 2016 †† | Clemson # 2 (12-1)            | 31-00        | Ohio State # 3 (12-1)            | 71 279       | Note  |
| 30 décembre 2017    | Penn State #9 (10-2)          | 35-28        | Washington #11 (10-2)            | 61 842       | Note  |
| 1er janvier 2019    | LSU #11 (9-3)                 | 40-32        | UCF #8 (12-0)                    | 57 246       | Note  |
| 28 décembre 2019    | Clemson #3 (12-0)             | 29 - 23      | Ohio State #2 (12-0)             | 71 330       | Note  |
| 2 janvier 2021      | Iowa State #12 (8-3)          | 34 - 17      | Oregon #25 (4-2)                 | 0 (Covid-19) | Note  |
| 1er janvier 2022    | Oklahoma State #9 (12-2)      | 37 - 35      | Notre Dame #5 (11-2)             | 49 550       | Note  |
| 31 décembre 2022    | Horned Frogs de TCU #3 (12-1) | 51 - 45      | Wolverines du Michigan #2 (13-0) | 71 723       | Note  |
| 1er janvier 2024    | Ducks de l'Oregon #8 (11-2)   | 45 - 06      | Flames de Liberty #18 (13-0)     | 47 769       | Note  |

‡‡ = 1/2 finale du College Football Playoff
‡ = Match de finale de championnat national (BCS National Championship Game)
^ = Match de la Bowl Alliance (Le Bowl Alliance était un accord entre organisateurs de Bowl (plus précisément le Sugar, l‘Orange et le Fiesta) afin de tenter d'une part de réunir les deux meilleures équipes de la saison écoulée lors du match de championnat national et d'autre part de fournir lors des autres bowl (majeurs), des confrontations de qualité opposant les champions des meilleures conférences. Cet accord perdurera pendant les saisons de 1995 à 1997 et remplaçait l'accord dit de la Bowl Coalition)
† = Match de demi-finale de championnat national (College Football Playoff)
(#) = Le ranking de l'équipe au classement du BCS (1998-2013) ou CFP (depuis 2014).
(##) = Le ranking de l'équipe au classement de la Bowl Alliance
NR = Ne figurait pas dans les 25 premiers du classement BCS ou CFP

## Meilleurs Joueurs du Bowl (MVPs)
(mise à jour : 2 décembre 2024)
| Dates            | Joueurs          | Équipes        | Postes |
| ---------------- | ---------------- | -------------- | ------ |
| 27 décembre 1971 | Gary Huff        | Florida State  | QB     |
| 27 décembre 1971 | Junior Ah You    | Arizona State  | DE     |
| 23 décembre 1972 | Woody Green      | Arizona State  | HB     |
| 23 décembre 1972 | Mike Fink        | Missouri       | DB     |
| 21 décembre 1973 | Greg Hudson      | Arizona State  | SE     |
| 21 décembre 1973 | Mike Haynes      | Arizona State  | CB     |
| 28 décembre 1974 | Kenny Walker     | Oklahoma State | RB     |
| 28 décembre 1974 | Phil Dokes       | Oklahoma State | DT     |
| 26 décembre 1975 | John Jefferson   | Arizona State  | WR     |
| 26 décembre 1975 | Larry Gordon     | Arizona State  | LB     |
| 25 décembre 1976 | Thomas Lott      | Oklahoma       | QB     |
| 25 décembre 1976 | Terry Peters     | Oklahoma       | CB     |
| 25 décembre 1977 | Matt Millen      | Penn State     | LB     |
| 25 décembre 1977 | Dennis Sproul    | Arizona State  | QB     |
| 25 décembre 1978 | James Owens      | UCLA           | RB     |
| 25 décembre 1978 | Jimmy Walker     | Arkansas       | DT     |
| 25 décembre 1979 | Mark Schubert    | Pittsburgh     | K      |
| 25 décembre 1979 | Dave Liggins     | Arizona        | S      |
| 26 décembre 1980 | Curt Warner      | Penn State     | RB     |
| 26 décembre 1980 | Frank Case       | Penn State     | DE     |
| 1er janvier 1982 | Curt Warner      | Penn State     | RB     |
| 1er janvier 1982 | Leo Wisniewski   | Penn State     | NT     |
| 1er janvier 1983 | Marcus Dupree    | Oklahoma       | RB     |
| 1er janvier 1983 | Jim Jeffcoat     | Arizona State  | DL     |
| 2 janvier 1984   | John Congemi     | Pittsburgh     | QB     |
| 2 janvier 1984   | Rowland Tatum    | Ohio State     | LB     |
| 1er janvier 1985 | Gaston Green     | UCLA           | TB     |
| 1er janvier 1985 | James Washington | UCLA           | DB     |
| 1er janvier 1986 | Jamie Morris     | Michigan       | RB     |
| 1er janvier 1986 | Mark Messner     | Michigan       | DT     |
| 2 janvier 1987   | D.J. Dozier      | Penn State     | RB     |
| 2 janvier 1987   | Shane Conlan     | Penn State     | LB     |
| 1er janvier 1988 | Danny McManus    | Florida State  | QB     |
| 1er janvier 1988 | Neil Smith       | Nebraska       | DL     |
| 2 janvier 1989   | Tony Rice        | Notre Dame     | QB     |
| 2 janvier 1989   | Frank Stams      | Notre Dame     | DE     |
| 1er janvier 1990 | Peter Tom Willis | Florida State  | QB     |
| 1er janvier 1990 | Odell Haggins    | Florida State  | NG     |
| 1er janvier 1991 | Browning Nagle   | Louisville     | QB     |
| 1er janvier 1991 | Ray Buchanan     | Louisville     | FS     |
| 1er janvier 1992 | O.J. McDuffie    | Penn State     | WR     |
| 1er janvier 1992 | Reggie Givens    | Penn State     | OLB    |
| 1er janvier 1993 | Marvin Graves    | Syracuse       | QB     |
| 1er janvier 1993 | Kevin Mitchell   | Syracuse       | NG     |
| 1er janvier 1994 | Chuck Levy       | Arizona        | RB     |
| 1er janvier 1994 | Tedy Bruschi     | Arizona        | DE     |
| 2 janvier 1995   | Kordell Stewart  | Colorado       | QB     |
| 2 janvier 1995   | Shannon Clavelle | Colorado       | DT     |
| 2 janvier 1996   | Tommie Frazier   | Nebraska       | QB     |
| 2 janvier 1996   | Michael Booker   | Nebraska       | CB     |
| 1er janvier 1997 | Curtis Enis      | Penn State     | TB     |
| 1er janvier 1997 | Brandon Noble    | Penn State     | DT     |
| 31 décembre 1997 | Michael Bishop   | Kansas State   | QB     |
| 31 décembre 1997 | Travis Ochs      | Kansas State   | LB     |
| 4 janvier 1999   | Peerless Price   | Tennessee      | WR     |
| 4 janvier 1999   | Dwayne Goodrich  | Tennessee      | CB     |

| Dates            | Joueurs           | Équipes        | Postes |
| ---------------- | ----------------- | -------------- | ------ |
| 2 janvier 2000   | Eric Crouch       | Nebraska       | QB     |
| 2 janvier 2000   | Mike Brown        | Nebraska       | DB     |
| 1er janvier 2001 | Jonathan Smith    | Oregon State   | QB     |
| 1er janvier 2001 | Darnell Robinson  | Oregon State   | LB     |
| 1er janvier 2002 | Joey Harrington   | Oregon         | QB     |
| 1er janvier 2002 | Steve Smith       | Oregon         | DB     |
| 3 janvier 2003   | Craig Krenzel     | Ohio State     | QB     |
| 3 janvier 2003   | Mike Doss         | Ohio State     | SS     |
| 2 janvier 2004   | Craig Krenzel     | Ohio State     | QB     |
| 2 janvier 2004   | A. J. Hawk        | Ohio State     | OLB    |
| 1er janvier 2005 | Alex Smith        | Utah           | QB     |
| 1er janvier 2005 | Paris Warren      | Utah           | WR     |
| 1er janvier 2005 | Steve Fifita      | Utah           | NG     |
| 2 janvier 2006   | Troy Smith        | Ohio State     | QB     |
| 2 janvier 2006   | A. J. Hawk        | Ohio State     | OLB    |
| 1er janvier 2007 | Jared Zabransky   | Boise State    | QB     |
| 1er janvier 2007 | Marty Tadman      | Boise State    | S      |
| 2 janvier 2008   | Pat White         | West Virginia  | QB     |
| 2 janvier 2008   | Williams Reed     | West Virginia  | OLB    |
| 5 janvier 2009   | Colt McCoy        | Texas          | QB     |
| 5 janvier 2009   | Roy Miller        | Texas          | DT     |
| 4 janvier 2010   | Kyle Efaw         | Boise State    | TE     |
| 4 janvier 2010   | Brandyn Thompson  | Boise State    | CB     |
| 1er janvier 2011 | Landry Jones      | Oklahoma       | QB     |
| 1er janvier 2011 | Jamell Fleming    | Oklahoma       | CB     |
| 2 janvier 2012   | Justin Blackmon   | Oklahoma State | WR     |
| 2 janvier 2012   | Justin Gilbert    | Oklahoma State | CB     |
| 3 janvier 2013   | Marcus Mariota    | Oregon         | QB     |
| 3 janvier 2013   | Michael Clay      | Oregon         | LB     |
| 1er janvier 2014 | Blake Bortles     | UCF            | QB     |
| 1er janvier 2014 | Terrance Plummer  | UCF            | LB     |
| 31 décembre 2014 | Thomas Sperbeck   | Boise State    | WR     |
| 31 décembre 2014 | Tanner Vallejo    | Boise State    | LB     |
| 1er janvier 2016 | J.T. Barrett      | Ohio State     | QB     |
| 1er janvier 2016 | Eli Apple         | Ohio State     | CB     |
| 31 décembre 2016 | Deshaun Watson    | Clemson        | QB     |
| 31 décembre 2016 | Clelin Ferrell    | Clemson        | DE     |
| 30 décembre 2017 | Trace McSorley    | Penn State     | QB     |
| 30 décembre 2017 | Marcus Allen      | Penn State     | S      |
| 1er janvier 2019 | Joe Burrow        | LSU            | QB     |
| 1er janvier 2019 | Rashard Lawrence  | LSU            | DL     |
| 28 décembre 2019 | Trevor Lawrence   | Clemson        | QB     |
| 28 décembre 2019 | Chad Smith        | Clemson        | LB     |
| 2 janvier 2021   | Brock Purdy       | Iowa State     | QB     |
| 2 janvier 2021   | O'Rien Vance      | Iowa State     | LB     |
| 1er janvier 2022 | Spencer Sanders   | Oklahoma State | QB     |
| 1er janvier 2022 | Malcolm Rodriguez | Oklahoma State | LB     |
| 31 décembre 2022 | Quentin Johnston  | TCU            | WR     |
| 31 décembre 2022 | Dee Winters       | TCU            | LB     |
| 1er janvier 2024 | Bo Nix            | Oregon         | QB     |
| 1er janvier 2024 | Jeffrey Bassa     | Oregon         | LB     |

## Statistiques par équipes
(mise à jour : 2 décembre 2024)
| Rang | Équipes                    | Nombre | G-(N)-P |
| ---- | -------------------------- | ------ | ------- |
| 01   | Ohio State Buckeyes        | 9      | 5-4     |
| 02   | Penn State Nittany Lions   | 7      | 7-0     |
| 03   | Arizona State Sun Devils   | 6      | 5-1     |
| 04   | Nebraska Cornhuskers       | 6      | 2-4     |
| 05   | Notre Dame Fighting Irish  | 6      | 1-5     |
| 06   | Oklahoma Sooners           | 5      | 2-3     |
| 07   | Oregon Ducks               | 4      | 3-1     |
| 08   | Florida State Seminoles    | 4      | 2-2     |
| 09   | Pittsburgh Panthers        | 4      | 1-3     |
| 10   | Miami Hurricanes           | 4      | 0-4     |
| 11   | Boise State Broncos        | 3      | 3-0     |
| 11   | Oklahoma State Cowboys     | 3      | 3-0     |
| 13   | Arizona Wildcats           | 3      | 1-2     |
| 13   | Colorado Buffaloes         | 3      | 1-2     |
| 13   | Kansas State Wildcats      | 3      | 1-2     |
| 13   | Tennessee Volunteers       | 3      | 1-2     |
| 17   | Clemson Tigers             | 2      | 2-0     |
| 17   | UCF Knights                | 2      | 2-0     |
| 19   | Syracuse Orangemen         | 2      | 1-1     |
| 19   | Texas Longhorns            | 2      | 1-1     |
| 19   | West Virginia Mountaineers | 2      | 1-1     |
| 19   | TCU Horned Frogs           | 2      | 1-1     |
| 19   | Michigan Wolverines        | 2      | 1-1     |
| 24   | UCLA Bruins                | 2      | 1-(1)-0 |
| 25   | Iowa State                 | 1      | 1-0     |
| 25   | Louisville Cardinals       | 1      | 1-0     |
| 25   | Oregon State Beavers       | 1      | 1-0     |
| 25   | LSU Tigers                 | 1      | 1-0     |
| 25   | Utah Utes                  | 1      | 1-0     |
| 30   | Arkansas Razorbacks        | 1      | 0-(1)-0 |
| 31   | Alabama Crimson Tide       | 1      | 0-1     |
| 31   | Baylor Bears               | 1      | 0-1     |
| 31   | Houston Cougars            | 1      | 0-1     |
| 31   | UConn Huskies              | 1      | 0-1     |
| 31   | Florida Gators             | 1      | 0-1     |
| 31   | Liberty Flammes            | 1      | 0-1     |
| 31   | Missouri Tigers            | 1      | 0-1     |
| 31   | USC Trojans                | 1      | 0-1     |
| 31   | Stanford Cardinals         | 1      | 0-1     |
| 31   | Washington Hukies          | 1      | 0-1     |
| 31   | Wyoming Cowboys            | 1      | 0-1     |

## Statistiques par Conférences
(mise à jour : 2 décembre 2024)
| Conférences | Matchs | Gagnés | Perdus | Nul | %    |
| ----------- | ------ | ------ | ------ | --- | ---- |
| AAC         | 9      | 3      | 6      | 0   | 33,3 |
| ACC         | 3      | 2      | 1      | 0   | 66,6 |
| Big 8       | 11     | 4      | 7      | 0   | 36,4 |
| Big 12      | 15     | 8      | 7      | 0   | 53,3 |
| Big East    | 7      | 2      | 5      | 0   | 28,6 |
| Big 10      | 13     | 8      | 5      | 0   | 61,5 |
| C-USA       | 1      | 0      | 1      | 0   | 00,0 |
| IND         | 21     | 10     | 11     | 0   | 47,6 |
| MWC         | 3      | 2      | 1      | 0   | 66,7 |
| Pac10/12    | 14     | 7      | 6      | 1   | 53,6 |
| SEC         | 6      | 2      | 4      | 0   | 33,3 |
| SWC         | 1      | 0      | 0      | 1   | 0    |
| WAC         | 9      | 6      | 3      | 0   | 66,7 |

## Records
(mise à jour : 2 décembre 2024)
| Par Équipe                          | Performances, Matchs | Années              |
| ----------------------------------- | --- | ------------------- |
| Plus de points inscrits (2 éqiipes) | 96, TCU (51) vs. Michigan (45)                                                                                            | Jan. 2024           |
| Plus de points inscrits (1 équipe)  | 62, Nebraska vs. Florida                                                                                                  | 1996                |
| Moins de points inscrits            | 0, Arizona (29) vs. Miami 0, Clemson (31) vs. Ohio State                                                                  | 1994 2016           |
| Plus large victoire                 | 39, Oregon (45) vs. Liberty (6)                                                                                           | Jan. 2024           |
| Plus de "First downs"               | 34, Oklahoma State vs. Notre Dame                                                                                         | 2022                |
| Plus de "Yards" à la course         | 524, Nebraska vs. Florida                                                                                                 | 1996                |
| Plus de "Yards" à la passe          | 509, Notre Dame vs. Oklahoma State                                                                                        | 2022                |
| Plus grand total de "Yards"         | 718, Arizona State vs. Missouri                                                                                           | 1972                |
| Individualités                      | Performances, Joueurs, Matchs                                                                                             | Années              |
| Total yards offensif                | 505, Jack Coan, Notre Dame vs. Oklahoma State (509 passe –4 course)                                                       | 2022                |
| Plus de "Yards" à la course         | 245, Marcus Dupree, Oklahoma vs. Arizona State (17 courses, 0 TD)                                                         | 1983                |
| Plus de "TD" à la course            | 4, Woody Green, Arizona State vs. Missouri 4, Ezekiel Elliott, Ohio State vs. Notre Dame                                  | 1972 2016           |
| Plus de "TD" à la passe             | 5, Bo Nix, Oregon vs. Liberty 5, Jack Coan, Notre Dame vs. Oklahoma State 5, Peter Tom Willis, Florida State vs. Nebraska | Jan. 2024 2022 1990 |
| Jeux Longs                          | Joueurs, Matchs | Années              |
| Plus long "TD" à la course          | 92 yards, Saquon Barkley, Penn State vs. Washington                                                                       | 2017                |
| Plus long "TD" à la passe           | 85 yards, Troy Smith vers Santonio Holmes, Ohio State vs. Notre Dame                                                      | 2006                |
| Plus long field goal                | 59 yards, Jake Moody, Michigan vs. TCU                                                                                    | Déc. 2022           |